# كريستيان تومسون (فنان)
كريستيان تومسون (بالإنجليزية: Christian Thompson)‏ هو مصور وفنان أسترالي، ولد في 1978 في غاولر في أستراليا.